# Landtag de Schleswig-Holstein
20e législature
Landeshaus (de)
Le Landtag de Schleswig-Holstein (en allemand : Schleswig-Holsteinischer Landtag) est le parlement régional du Land de Schleswig-Holstein. Il se compose de 69 députés.

## Mode de scrutin
Le Landtag est constitué de 69 députés (en allemand : Mitglied des Landtags, MdL), élus pour une législature de cinq ans au suffrage universel direct et suivant le scrutin proportionnel de Sainte-Lagüe par tous les résidents du land âgés d'au moins 16 ans.
Chaque électeur dispose de deux voix : la première (Erststimme) lui permet de voter pour un candidat de sa circonscription, selon les modalités du scrutin uninominal majoritaire à un tour, le land comptant un total de 35 circonscriptions ; la seconde (Zweitstimme) lui permet de voter en faveur d'une liste de candidats présentée par un parti au niveau du land.
Lors du dépouillement, l'intégralité des 69 sièges est répartie à la proportionnelle des secondes voix entre les partis ayant remporté au moins 5 % des suffrages exprimés (sauf le parti représentant la minorité danoise) ou une circonscription. Si un parti a remporté des mandats au scrutin uninominal, ses sièges sont d'abord pourvus par ceux-ci.
Dans le cas où un parti obtient plus de mandats au scrutin uninominal que la proportionnelle ne lui en attribue, il conserve ces mandats supplémentaires (Überhangmandat) et des mandats complémentaires (Ausgleichsmandat) sont attribués aux autres partis afin de rétablir une composition du Landtag proportionnelle aux secondes voix, tout en gardant un nombre impair le total de députés.

## Présidents du Landtag
- 1946 Paul Husfeldt, Union chrétienne-démocrate d'Allemagne
- 1946 - 1954 Karl Ratz (de), Parti social-démocrate d'Allemagne
- 1954 - 1959 Walther Böttcher (de), Union chrétienne-démocrate d'Allemagne
- 1959 - 1964 Claus-Joachim von Heydebreck (de), Union chrétienne-démocrate d'Allemagne
- 1964 - 1971 Paul Rohloff (de), Union chrétienne-démocrate d'Allemagne
- 1971 - 1983 Helmut Lemke, Union chrétienne-démocrate d'Allemagne
- 1983 - 1987 Rudolf Titzck (de), Union chrétienne-démocrate d'Allemagne
- 1987 - 1992 Lianne Paulina-Mürl (de), Parti social-démocrate d'Allemagne
- 1992 - 1996 Ute Erdsiek-Rave, Parti social-démocrate d'Allemagne
- 1996 - 2005 Heinz-Werner Arens (de), Parti social-démocrate d'Allemagne
- 2005 - 2009 Martin Kayenburg (de), Union chrétienne-démocrate d'Allemagne
- 2009 - 2012 Torsten Geerdts (de), Union chrétienne-démocrate d'Allemagne
- 2012 - 2022 Klaus Schlie, Union chrétienne-démocrate d'Allemagne
- Depuis le 7 juin 2022 Kristina Herbst (de), Union chrétienne-démocrate d'Allemagne